# Barr Breed
Barr Breed és un detectiu privat de ficció, creat per l'escriptor estatunidenc Bill S. Ballinger.
Dirigeix una agència de personal que proprciona guàrdies per magatzems i bancs, detectius per ferrocarrils, compradors secrets per tendes, protecció de nòmines, etc...

## Obras
- The Body in the Bed. 1948.
- The Body Beautiful. 1949.